# 詹皓晴
詹 皓晴（チャン・ハオチン、英語表記：Hao-ching Chan, 1993年9月19日 - ）は、台湾・台北市出身の女子プロテニス選手。マックス・ミルヌイとペアを組み、2014年のウィンブルドン選手権混合ダブルスで準優勝した選手である。身長175cm、体重60kg。右利き、バックハンド・ストロークは両手打ち。これまでにWTAツアーでダブルス16勝を挙げる。自己最高ランキングはダブルス5位。姉の詹詠然もプロテニス選手である。

## 来歴
3歳からテニスを始める。普段からダブルスのみに活動を絞り、4大大会の女子シングルスには1度も出場がない。
2014年ウィンブルドン選手権の混合ダブルスではマックス・ミルヌイとペアを組んで決勝に進出した。決勝ではネナド・ジモニッチ&サマンサ・ストーサー組に 4–6, 2–6 で敗れ準優勝となった。
姉の詹詠然とペアを組むことが多く、2015年全米オープン、2016年全豪オープン、2016年全仏オープンの女子ダブルスでベスト8に進出している。
2017年ウィンブルドン選手権ではモニカ・ニクレスクと組み女子ダブルスで決勝に進出した。決勝ではエカテリーナ・マカロワ&エレーナ・ベスニナ組に 0–6, 0–6 で1ゲームも奪えずに敗れ準優勝となった。

## WTAツアー決勝進出結果

### ダブルス: 28回 (16勝12敗)
| 大会グレード                  |
| ----------------------------- |
| グランドスラム (0–1)          |
| WTAファイナルズ (0–0)         |
| プレミア・マンダトリー (0–1)  |
| プレミア5 (2-1)               |
| WTAエリート・トロフィー (0-0) |
| プレミア (3-6)                |
| インターナショナル (11-3)     |

| 結果   | No. | 決勝日         | 大会             | サーフェス | パートナー                   | 対戦相手                                              | スコア              |
| ------ | --- | -------------- | ---------------- | ---------- | ---------------------------- | ----------------------------------------------------- | ------------------- |
| 準優勝 | 1.  | 2012年2月12日  | パタヤ           | ハード     | 詹詠然                       | サニア・ミルザ アナスタシア・ロディオノワ             | 6–3, 1–6, [8–10]    |
| 準優勝 | 2.  | 2012年3月4日   | クアラルンプール | ハード     | 藤原里華                     | 張凱貞 荘佳容                                         | 5-7, 4-6            |
| 優勝   | 1.  | 2013年1月5日   | 深圳             | ハード     | 詹詠然                       | イリナ・ブリャコク バレリア・ソロビエワ               | 6–0, 7–5            |
| 優勝   | 2.  | 2013年5月4日   | オエイラス       | クレー     | クリスティナ・ムラデノビッチ | ダリヤ・ユラク カタリン・マロシ                       | 7–6(3), 6–2         |
| 準優勝 | 3.  | 2013年8月4日   | カールスバッド   | ハード     | ヤネッテ・フサロバ           | ラケル・コップス＝ジョーンズ アビゲイル・スピアーズ   | 4–6, 1–6            |
| 準優勝 | 4.  | 2013年9月28日  | 東京             | ハード     | リーゼル・フーバー           | カーラ・ブラック サニア・ミルザ                       | 6–4, 0–6, [9–11]    |
| 準優勝 | 5.  | 2014年4月6日   | チャールストン   | クレー     | 詹詠然                       | アナベル・メディナ・ガリゲス ヤロスラワ・シュウェドワ | 6–7(4), 2–6         |
| 優勝   | 4.  | 2014年4月20日  | クアラルンプール | ハード     | ティメア・バボシュ           | 詹詠然 鄭賽賽                                         | 6-3, 6-4            |
| 優勝   | 4.  | 2014年6月21日  | イーストボーン   | 芝         | 詹詠然                       | マルチナ・ヒンギス フラビア・ペンネッタ               | 6-3, 5-7, [10-7]    |
| 優勝   | 5.  | 2015年2月15日  | パタヤ           | ハード     | 詹詠然                       | 青山修子 タマリネ・タナスガーン                       | 2–6, 6–4, [10–3]    |
| 優勝   | 6.  | 2015年5月23日  | ニュルンベルク   | クレー     | アナベル・メディナ・ガリゲス | ラルカ・オラル ララ・アルアバレナ                     | 6–2, 7–6(5)         |
| 優勝   | 7.  | 2015年8月23日  | シンシナティ     | ハード     | 詹詠然                       | ケーシー・デラクア ヤロスラワ・シュウェドワ           | 6–4, 7–5            |
| 優勝   | 8.  | 2015年9月19日  | 東京             | ハード     | 詹詠然                       | 土居美咲 奈良くるみ                                   | 6–1, 6–2            |
| 準優勝 | 6.  | 2015年9月26日  | 東京             | ハード     | 詹詠然                       | ガルビネ・ムグルサ カルラ・スアレス・ナバロ           | 5–7, 1–6            |
| 準優勝 | 7.  | 2015年10月10日 | 北京             | ハード     | 詹詠然                       | マルチナ・ヒンギス サニア・ミルザ                     | 7–6(9), 1–6, [8–10] |
| 優勝   | 9.  | 2016年2月14日  | 高雄             | ハード     | 詹詠然                       | 穂積絵莉 加藤未唯                                     | 6–4, 6–3            |
| 優勝   | 10. | 2016年2月27日  | ドーハ           | ハード     | 詹詠然                       | サラ・エラニ カルラ・スアレス・ナバロ                 | 6–3, 6–3            |
| 準優勝 | 8.  | 2016年6月25日  | イーストボーン   | 芝         | 詹詠然                       | ダリア・ユラク アナスタシア・ロディオノワ             | 7–5, 6–7(4), [6–10] |
| 優勝   | 11. | 2016年10月16日 | 香港             | ハード     | 詹詠然                       | ナオミ・ブローディ ヘザー・ワトソン                   | 6–3, 6–1            |
| 優勝   | 12. | 2017年2月5日   | 台北             | ハード     | 詹詠然                       | ルーシー・ハラデツカ カテリナ・シニアコバ             | 6–4, 6–2            |
| 準優勝 | 9.  | 2017年5月27日  | ストラスブール   | クレー     | 詹詠然                       | アシュリー・バーティ ケーシー・デラクア               | 4–6, 2–6            |
| 準優勝 | 10. | 2017年6月25日  | バーミンガム     | 芝         | 張帥                         | アシュリー・バーティ ケーシー・デラクア               | 1-6, 6–2, [8–10]    |
| 準優勝 | 11. | 2017年7月15日  | ウィンブルドン   | 芝         | モニカ・ニクレスク           | エカテリーナ・マカロワ エレーナ・ベスニナ             | 0–6, 0–6            |
| 優勝   | 13. | 2017年10月15日 | 香港             | ハード     | 詹詠然                       | 逯佳境 王薔                                           | 6–1, 6–1            |
| 優勝   | 14. | 2018年2月23日  | ドバイ           | ハード     | 楊釗煊                       | 謝淑薇 彭帥                                           | 4–6, 6–2, [10–6]    |
| 準優勝 | 12. | 2019年1月5日   | ブリスベン       | ハード     | 詹詠然                       | ニコール・メリチャー クベタ・ペシュケ                 | 1–6, 1–6            |
| 優勝   | 15. | 2019年1月12日  | ホバート         | ハード     | 詹詠然                       | キルステン・フリプケンス ヨハンナ・ラーション         | 6–3, 3–6, [10–6]    |
| 優勝   | 16. | 2019年2月16日  | ドバイ           | ハード     | 詹詠然                       | デミ・スゥース アンナ＝レナ・グローネフェルト         | 6–1, 3–6, [10–6]    |